# Piastra eutettica

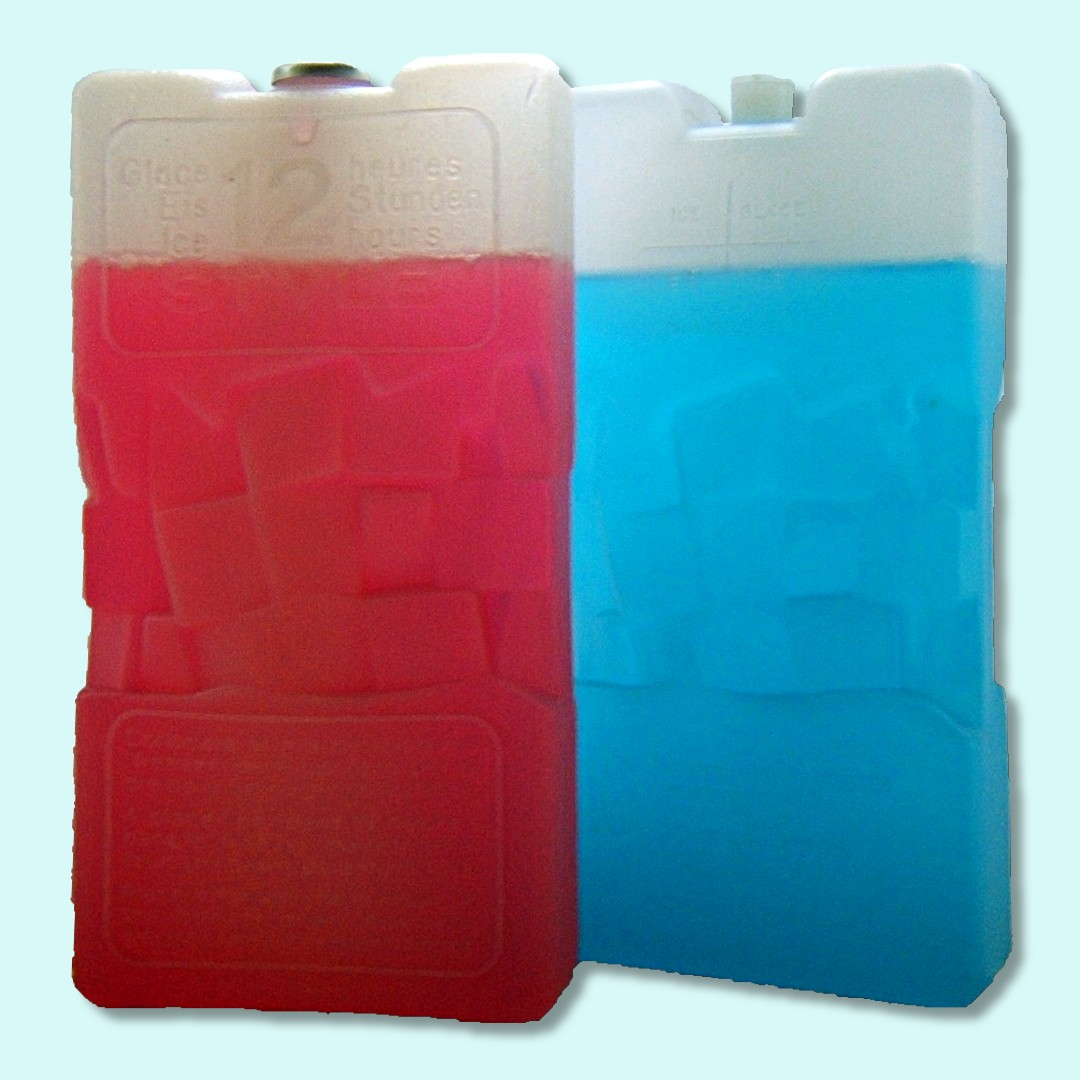
Due piastre eutettiche

La piastra eutettica è un contenitore in plastica chiuso (generalmente blu) al cui interno vi è un liquido (acqua e glicole o altre miscele) che, dopo il congelamento, viene usato per mantenere a bassa temperatura frigoriferi portatili, borse termiche e simili.
Questa soluzione ha rapidamente soppiantato il tradizionale ghiaccio per questo compito, avendo il notevole vantaggio di non disperdere liquido quando si riscalda.

## Etimologia e altri nomi
L'aggettivo eutettico viene dal greco antico εὔτηκτος (eútēktos), cioè "facile da fondere", "che fonde bene". Il termine fu coniato dallo scienziato britannico Frederick Guthrie nel 1884. Il sostantivo affine è eutessia.
La piastra eutettica ha diversi nomi nel linguaggio comune, divisibili in quattro categorie:
- nomi che ne suggeriscono la funzione: elemento refrigerante, blocco refrigerante, ghiaccio sintetico, ghiaccio artificiale, ghiaccio secco, ghiaccio portatile, accumulatore di ghiaccio, accumulatore di freddo, accumulatore termico, carica del ghiaccio, frigogel;
- nomi che ne suggeriscono l'aspetto: piastra, piastrella, mattonella, tavoletta, blocchetto, saponetta, pastiglia, panetto o panetta, seguiti da elementi specificatori come di ghiaccio, del ghiaccio o -ghiacciolo;
- nomi alterati con suffissi strumentali o diminutivi: ghiaccetto, ghiacciolo, ghiaccioletto, ghiaccino, ghiacciolino, ghiacciolone, frigorino, frigoretta, freschino, gelino, polarino o polaretto, eventualmente seguiti da specificazioni come della borsa termica o della borsa-frigo;
- nomi derivati da nomi commerciali: siberino[1], siberina ma assolutamente non siberiano, dal marchio Siberin, e freezerino da Freezerino.

## Funzionamento
Le piastre eutettiche contengono una miscela liquida a temperatura e pressione ambiente (20 °C, 1 atm) e solida a temperatura un po' inferiore. La miscela inoltre ha delle caratteristiche simili a quelle dell'acqua: elevato calore specifico e passaggio di stato a una temperatura di circa 0 °C (a pressione ambiente). Tali caratteristiche sono quelle necessarie al funzionamento delle piastre eutettiche come "accumulatori di freddo": se messi in congelatore essi impiegano un tempo piuttosto lungo per arrivare a una temperatura "circa uguale" a quella del congelatore (ad es. −18 °C) in quanto la quantità di calore (energia) che devono cedere è elevata (a parità di massa un blocco di ferro alla stessa temperatura iniziale — ad es. 20 °C — cederebbe una quantità di calore molto inferiore per arrivare alla stessa temperatura finale — ad es. −18 °C — anche perché in tale intervallo di temperatura la sostanza contenuta nelle piastre eutettiche cambia di stato, da liquido a solido, liberando un ulteriore calore latente senza cambiare la propria temperatura).
Una volta raggiunta (o quasi) la temperatura del congelatore, posti in un ambiente a temperatura superiore esse sono in grado di assorbire un'elevata quantità di calore (energia) prima di arrivare a temperatura ambiente, garantendo quindi il mantenimento, in un contenitore adeguatamente isolato, di una temperatura sensibilmente inferiore di quella ambiente per un tempo almeno altrettanto lungo a quello necessario per il suo raffreddamento.